# Барбітос

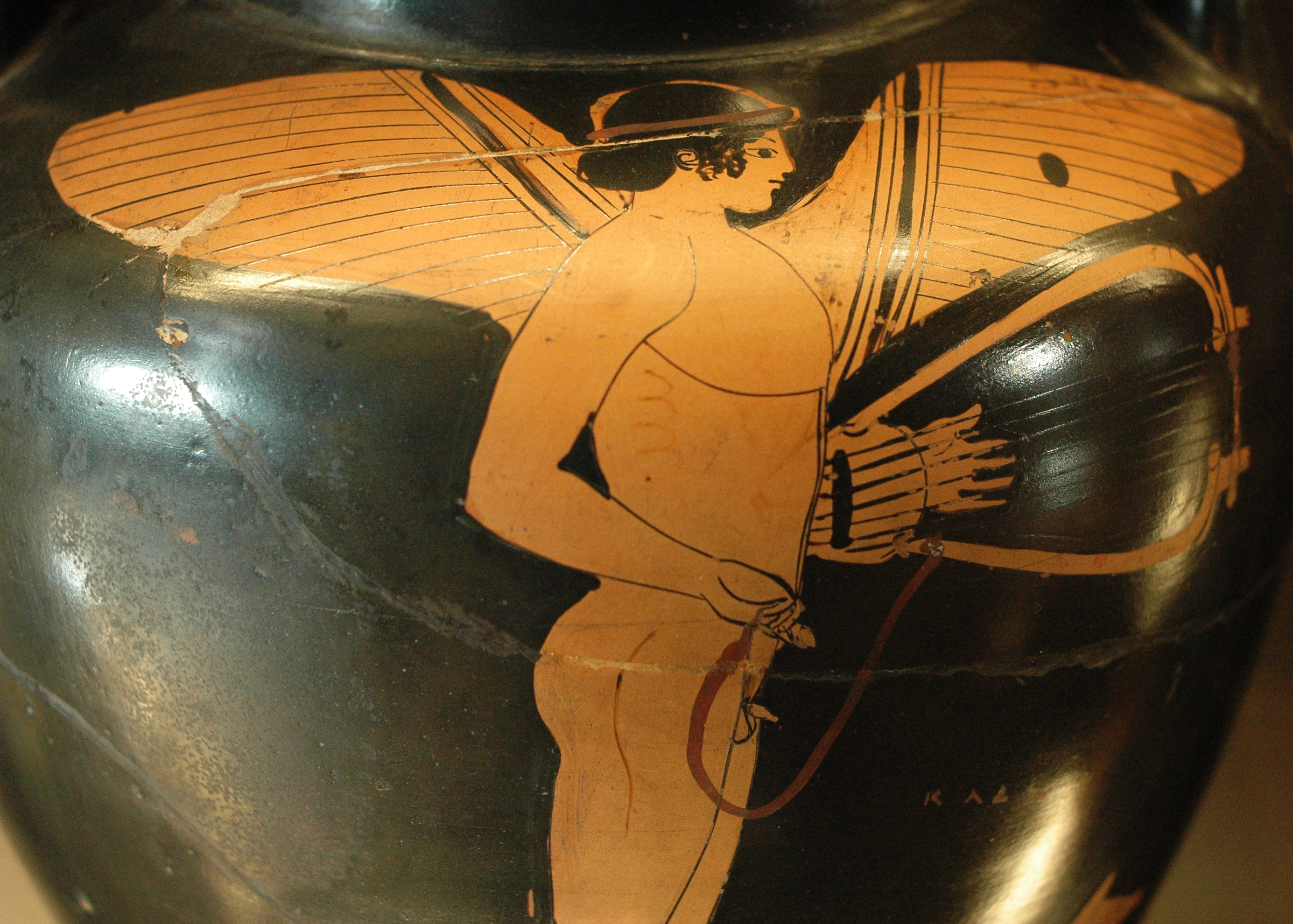
Ерос з барбітосом

Барбітос або барбітон (грец. βάρβιτον, βάρβιτος; лат. barbitus) — давньогрецький струнний музичний інструмент з родини лір. Використовувався для акомпанементу лірики, зокрема в творчості таких поетів, як Алкей, Сапфо та Анакреонт.
Барбітос також мав важливе значення в музичному супроводі театральних дійств і культових обрядів, особливо вшанування бога Діоніса. Часто зображувався у руках міфологічних сатирів — персонажів, пов’язаних із сатирівськими драмами.
Конструкція інструмента достеменно не відома. Як правило, мав сім струн — більше, ніж кіфара чи ліра, з якими був тісно споріднений. Відзначався довгими, догори спрямованими й зведеними до центру йок-рукоятками (опорними гілками). Розквіт використання барбітоса припадає на VI століття до н. е.

## Вебпосилання
- Ілюстроване розмежування Барбітоса, Ліри, Кіфари та Формінкса (англійською)